# مطار تاييوان وسو الدولي
مطار تاييوان وسو الدولية (بالإنجليزية: Taiyuan Wusu International Airport) (إياتا: TYN، إيكاو: ZBYN) يقع في مدينة تاييوان في جمهورية الصين الشعبية. صنف مطار تاييوان وسو الدولية في المرتبة الثامنة والعشرون في الصين من حيث عدد الركاب عام 2011 وفقًا لإدارة الطيران المدني في الصين، حيث تعامل مع 5,876,005 راكب، وبلغ إجمالي حركة الطائرات (القادمة والمغادرة) 62,746 طائرة وقد بلغت كمية البضائع المنقولة عبر المطار 39,703 طن.

## شلاركات الطيران والوجهات
| شركـات طيـران             | الوجهات |
| ------------------------- | --- |
| طيران الصين               | مطار بكين العاصمة الدولي، مطار تشنغدو شوانغليو الدولي، مطار تيانجين الدولي، مطار ونزهو يونجقيانج الدولي، مطار شينينغ الدولي |
| طيران ماكاو               | مطار ماكاو الدولي |
| خطوط العاصمة بكين الجوية  | مطار سانيا فينيكس الدولي |
| Chengdu Airlines          | مطار دونغينغ شنغلي، مطار جينينغ كوفو، مطار يهاي داسهويبو |
| خطوط شرق الصين الجوية     | مطار فوتشنغ بيهاي، مطار بكين داشينغ الدولي، مطار تشانغتشو بيننو، مطار جينغديو الجديد، مطار تشونغتشينغ جيانغبى الدولي، مطار داليان الدولي، مطار فوتشو تشانغله الدولي، مطار قوانغتشو باييون الدولي، مطار قوييانغ لونغدونغابو الدولي، مطار هايكو ميلان الدولي، مطار هانغتشو شياوشان الدولي، مطار حيفي شينكياو الدولي، مطار هوهوت بايتا الدولي، مطار جييانغ شاوشان، Jinzhou، مطار كونمينغ جانغشوي الدولي، مطار لانتشو تشونغ تشوان، مطار نانتشانغ تشانغبى الدولي، مطار نانجينغ الدولي، مطار نانينغ الدولي، مطار نينغبو ليش الدولي، مطار اوردوس إيجين هورو، Phuket، مطار غينغادو جياودونغ الدولي، مطار غيونغهاي بواو، مطار سانيا فينيكس الدولي، مطار شانغهاي هونغكياو الدولي، مطار شانغهاي بودنغ الدولي، مطار شينزين باوان الدولي، مطار أورومتشي الدولي، مطار ونزهو يونجقيانج الدولي، مطار ووهان الدولي، مطار سنن شوفانغ الدولي، مطار شيامن قاوتشي الدولي، مطار يانتاي بينجلاي الدولي، مطار ييتشانغ سانشيا، مطار ينتشوان خه دونغ، مطار ييوو |
| طيران الصين اكسبرس        | مطار باوتو يرليبان، مطار تشونغتشينغ جيانغبى الدولي، مطار قوزهو، Wuhu، Yan'an |
| خطوط جنوب الصين الجوية    | مطار تشانغشا هوانغوا الدولي، مطار داليان الدولي، مطار قوانغتشو باييون الدولي، مطار جييانغ شاوشان، مطار نانينغ الدولي، مطار شينزين باوان الدولي، مطار أورومتشي الدولي، مطار ووهان الدولي، مطار ييوو، مطار تشوهاى سانزو |
| China United Airlines     | مطار فوشان شادي |
| Colorful Guizhou Airlines | مطار يبين واليانجي، مطار رينهواي ماوتاي |
| Donghai Airlines          | مطار شينزين باوان الدولي، مطار وانتشو وتشياو، مطار ييتشانغ سانشيا، مطار تشوهاى سانزو |
| Fuzhou Airlines           | مطار فوتشو تشانغله الدولي، مطار هوهوت بايتا الدولي، مطار شيامن قاوتشي الدولي، مطار شانغينغ ليوجي |
| خطوط هاينان الجوية        | مطار داليان الدولي، مطار هايكو ميلان الدولي، مطار هانغتشو شياوشان الدولي، مطار حيفي شينكياو الدولي، مطار نانجينغ الدولي، مطار نانينغ الدولي، مطار نانيانغ جيانغ يينغ، مطار سانيا فينيكس الدولي، مطار شانغهاي بودنغ الدولي، مطار شينزين باوان الدولي، مطار سيدني، مطار أورومتشي الدولي، مطار ونزهو يونجقيانج الدولي، مطار شيامن قاوتشي الدولي، مطار شينينغ الدولي، مطار تشوهاى سانزو |
| Jiangxi Air               | مطار نانتشانغ تشانغبى الدولي، مطار نانجينغ الدولي |
| خطوط جونياو الجوية        | مطار هويزهو، مطار نانجينغ الدولي، مطار شانغهاي هونغكياو الدولي، مطار شانغهاي بودنغ الدولي، مطار يويانغ، مطار تشانغجياجيه هيهوا |
| Kunming Airlines          | مطار تشانغشا هوانغوا الدولي، مطار تشونغتشينغ جيانغبى الدولي، مطار داتونغ يونغانغ، مطار هوايان ليانشوي، مطار كونمينغ جانغشوي الدولي، مطار تايتشو وقياو، مطار يانغزهو تايزهو، مطار تشوهاى سانزو |
| طيران لونج                | مطار تشانغشا هوانغوا الدولي، مطار جينغديو الجديد، مطار إينشي شوجيابينغ، مطار هانغتشو شياوشان الدولي، مطار هاربين الدولي، مطار شنيانغ الدولي، مطار شينزين باوان الدولي، مطار ونزهو يونجقيانج الدولي |
| خطوط لاكي الجوية          | مطار كونمينغ جانغشوي الدولي |
| خطوط طيران أوكاي          | مطار تشانغشا هوانغوا الدولي، مطار شنيانغ الدولي |
| Qingdao Airlines          | مطار يفانغ نانيوان، مطار شيشوانغباننا غاسا |
| Ruili Airlines            | مطار كونمينغ جانغشوي الدولي |
| خطوط شاندونغ الجوية       | مطار باوتو يرليبان، مطار تشانغتشون الدولي، مطار تشونغتشينغ جيانغبى الدولي، مطار قوييانغ لونغدونغابو الدولي، مطار هانغتشو شياوشان الدولي، مطار لانتشو تشونغ تشوان، مطار ليني شوبولينغ، مطار غينغادو جياودونغ الدولي، مطار شيهيان ودانغشان، مطار أورومتشي الدولي، مطار شيامن قاوتشي الدولي، مطار ينتشوان خه دونغ |
| خطوط شانغهاي الجوية       | مطار تشانغتشون الدولي، مطار غيونغهاي بواو، مطار شانغهاي هونغكياو الدولي، مطار شانغهاي بودنغ الدولي |
| خطوط شينزين الجوية        | مطار جينغديو الجديد، مطار حيفي شينكياو الدولي، مطار نانجينغ الدولي، مطار نانينغ الدولي، مطار نانتونغ شينغ دونغ، مطار جينجيانغ تشيوانتشو، مطار شينزين باوان الدولي، مطار نانتشانغ تشانغبى الدولي، مطار ووهان الدولي، مطار سنن شوفانغ الدولي، مطار ييتشانغ سانشيا |
| خطوط سيتشوان الجوية       | مطار تشانغتشون الدولي، مطار تشنغدو شوانغليو الدولي، مطار جينغديو الجديد، مطار تشونغتشينغ جيانغبى الدولي، مطار غوانغيون بانلونغ، مطار هاربين الدولي، مطار كونمينغ جانغشوي الدولي، مطار لانتشو تشونغ تشوان، مطار سانيا فينيكس الدولي، مطار شنيانغ الدولي |
| سبرينغ (شركة طيران)       | مطار نانتشانغ تشانغبى الدولي، مطار شانغهاي بودنغ الدولي، مطار يانغزهو تايزهو |
| طيران التبت               | مطار تشنغدو شوانغليو الدولي |
| West Air ‏                 | مطار تشونغتشينغ جيانغبى الدولي |
| خطوط زيامن الجوية         | مطار فوتشو تشانغله الدولي، مطار هانغتشو شياوشان الدولي، مطار نانجينغ الدولي، مطار جينجيانغ تشيوانتشو، مطار شيامن قاوتشي الدولي، مطار سوزهو جوانين |